# Metoda syntetycznej kontroli

Wykres porównujący poziom realnego PKB w Kraju Basków z oszacowanym kontrfaktycznym, syntetycznym stanem gospodarki tego regionu, gdyby nie doszłoby do nasilenia się konfliktu związanego z baskijskim separatyzmem. Wykres opiera się o dane z jednego z pierwszych, głośnych zastosowań metody syntetycznej kontroli, autorstwa zespołu Abadiego i in.

Metoda syntetycznej kontroli (ang. synthetic control method) – quasi-eksperymentalna technika analizy danych obserwacyjnych oparta na konstruowaniu sztucznej grupy porównawczej na podstawie odpowiednio ważonej kombinacji danych z jednostek obserwacyjnych, które były jak najbardziej podobne w podłużnych szeregach czasowych do grupy eksperymentalnej zanim nie została ona poddana wpływowi badanego czynnika. O ile konstrukcja zapewnia funkcjonalny odpowiednik randomizacji grup w klasycznym eksperymencie, o tyle metoda syntetycznej kontroli daje podstawy do przyczynowej interpretacji danych obserwacyjnych. Innymi słowy, pozwala pryncypialnie oszacować, co działoby się z grupą eksperymentalną, gdyby nie wystąpiły rozważane zjawiska – i jaką wywołały one kontrfaktyczną zmianę. Jest to szczególnie użyteczne w przypadku problemów badawczych, w których uzyskanie precyzyjnej odpowiedzi na pytania przyczynowe jest pożądane, ale realizacja klasycznego eksperymentu jest nieetyczna lub niepraktyczna, co jest charakterystyczne dla nauk medycznych i społecznych.
Metoda została opisana i zastosowana przez zespół Abadiego m.in. w pracy z 2003 nt. następstw terroryzmu w Kraju Basków, i w pracy z 2010 dot. efektywności kalifornijskiej ustawy przeciwdziałającej paleniu tytoniu. Opiera się o elementy technik różnicy w różnicach i dopasowania, wykorzystując obie z nich w uporządkowany sposób, mający na celu uzyskanie jak najbardziej wiarygodnego i nieobciążonego estymatora. W odróżnieniu od tej pierwszej metody, nie wymaga aby żadna poszczególna jednostka obserwacyjna z grupy porównawczej charakteryzowała się dokładnie takim samym przebiegiem zmian jak grupa eksperymentalna.
Centralnym wyzwaniem metody jest dobry wybór grupy porównawczej. Abadie i in. wskazują, że ważne jest uwzględnienie nie tylko powierzchownego podobieństwa szeregów czasowych tej grupy z obiektem badania, ale kluczowe jest także przekonujące teoretyczne i strukturalne uzasadnienie tego, że mechanizmy kształtujące oba szeregi są dogłębnie podobne, i że – idealnie – różnią się one generalnie tylko pod względem dobrze wyodrębnionego analizowanego zjawiska. Autorzy zalecają ponadto, aby przetestować odporność preferowanego modelu na zmiany doboru próby poprzez porównanie go z różnego rodzaju alternatywnymi specyfikacjami w roli „placebo”.
Syntetyczne grupy kontrolne wykorzystano w rosnącej liczbie zastosowań empirycznych, m.in. do oszacowania kosztów klęsk żywiołowych, czy wpływu zabójstwa politycznego na lokalny rynek mieszkaniowy.

## Przykładowy opis matematyczny
Najprostszy przypadek syntetycznej grupy kontrolnej jest definiowany przez zespół Abadiego jako wektor wag {\displaystyle W^{*}} dla wektora {\displaystyle k} zmiennych w grupie eksperymentalnej {\displaystyle X_{0}=(k\times 1)} i w grupie porównawczej obejmującej {\displaystyle J} przypadków, {\displaystyle X_{1}=(k\times J).} Wektor wag ma wymiary odpowiadające liczbie przypadków, z wartościami pomiędzy 0 a 1 włącznie, i sumuje się do 1, {\displaystyle W^{*}=(w_{2},\dots ,w_{J+1}),} {\displaystyle 0\leqslant w_{j}\leqslant 1,} {\displaystyle w_{2}+\dots +w_{J+1}=1.} Wagi wybiera się jako taką wartość {\displaystyle W^{*},} która minimalizuje kwadratowe różnice pomiędzy obserwacjami z obu grup:
{\displaystyle \sum _{m=1}^{k}v_{m}(X_{1m}-X_{0m}W^{*})^{2}.}
Dodatkowe wagi {\displaystyle v_{m}} odzwierciedlają relatywne znaczenie, jakie badacze przypisują dokładnemu dopasowaniu grup pod względem zmiennej {\displaystyle m} – gdzie czynniki będące przedmiotem badania powinny mieć wysokie wagi.
Uzyskane parametry wykorzystuje się następne w regresji zmiennej objaśnianej, co po przekształceniu pozwala oszacować wielkość jej kontrfaktycznego efektu.
Wykorzystanie możliwie najdłuższych szeregów czasowych do oszacowania ich wzajemnego podobieństwa, i co za tym idzie – wag – zwiększa wiarygodność rezultatu.